# More Brain Training from Dr. Kawashima: How Old Is Your Brain?
More Brain Training from Dr. Kawashima: How Old Is Your Brain?, känt som Brain Age 2: More Training in Minutes a Day! i Nordamerika, är ett pusselspel utvecklat och utgivet av Nintendo till Nintendo DS. Det utgavs december 2005 i Japan och sommaren 2007 i Europa och Nordamerika. Spelet er en efterföljare till Dr. Kawashima's Brain Training: How Old Is Your Brain?

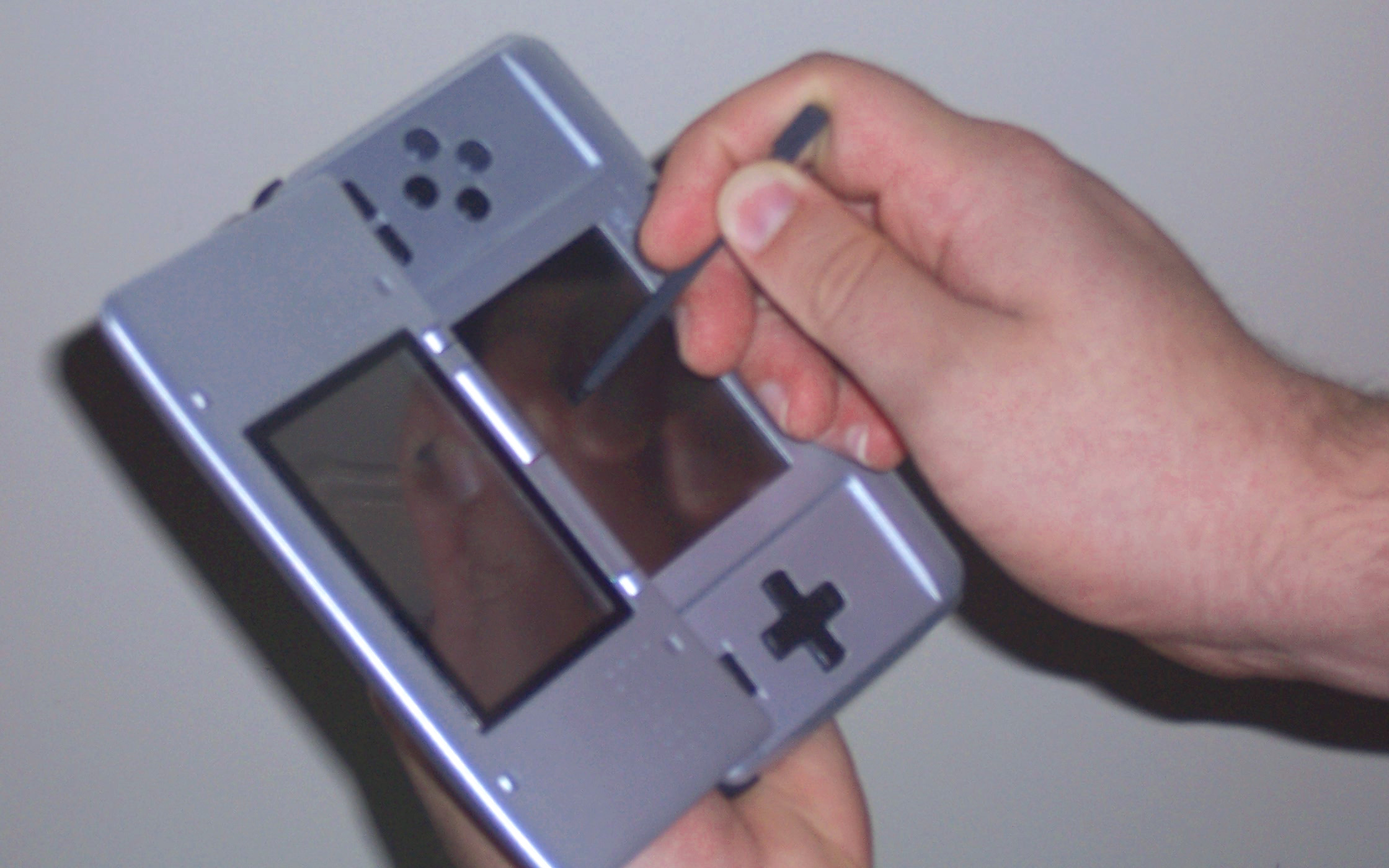
More Brain Training spelas, lik sin föregångare, vid att hålla Nintendo DS i sidled

More Brain Training är, lik sin föregångare, designat för att spelas i korta sessioner dagligen, och innehåller flera olika aktiviteter som är designat för att stimulera olika områden av hjärnan. Spelaren börjar spelet vid att laga en profil, och tränar därefter på övningar för att spelet skal kunna bestämma formen till spelarens hjärna. Denna form representeras av spelet som en ålder, Brain Age, som kan ligga mellan 20 och 80 år beroende på spelarens prestanda.
More Brain Training marknadsförs som en del av Touch! Generations-serien, en serie av spel riktad mot grupper som traditionellt inte spelar datorspel. Det har varit en kommersiell succé med över 14 miljoner sålda kopior.